# Coyote Flats
Coyote Flats – miasto w Stanach Zjednoczonych, w stanie Teksas, w hrabstwie Johnson.